# Josef Pavela
Josef Pavela (25. června 1933 Loukov – 5. listopadu 2020) byl český politik a křesťanský aktivista, v 90. letech 20. století poslanec České národní rady a Poslanecké sněmovny za KDU-ČSL.

## Biografie
Od roku 1945 chodil na Arcibiskupské gymnázium v Kroměříži, po uzavření tohoto ústavu komunistickým režimem dokončil střední školu na gymnáziu v Holešově. V letech 1952–1957 vystudoval Lesnickou fakultu Vysoké školy zemědělské v Brně. Byl zaměstnán jako geometr na výstavbě letiště v Ostravě, potom pracoval jako technik v melioračním družstvu a v podniku Zemědělské stavby Nový Jičín. Pro styky s katolickou opozicí byl v roce 1960 odsouzen na jeden rok nepodmíněně za takzvané „podvracení republiky“. Členem Československé strany lidové se stal roku 1968. Předtím do strany nesměl vstoupit. Od roku 1969 byl členem městské organizace ČSL v Novém Jičíně a od roku 1972 členem okresního výboru strany v Novém Jičíně. Na konci 70. let 20. století se stal i členem předsednictva okresního výboru ČSL. V roce 1983 byl z okresního předsednictva vyloučen, protože se účastnil pietní akce u pomníku sestřelených amerických letců u Palačova. V období let 1970–1986 byl předsedou městské organizace lidovců v Novém Jičíně. V roce 1982 se podílel na organizování Cyrilometodějské poutě na Velehrad a založil tak tradici těchto poutí.
V roce 1962 se oženil. Měl dvě dcery, čtyři vnučky a dvě pravnučky. Manželka zemřela v roce 1993. V letech 1962–2001 bydlel na Novojičínsku, pak přesídlil do Prahy za rodinou mladší dcery.
Po sametové revoluci se zapojil do politiky. Ještě v roce 1989 se stal předsedou Okresního výboru ČSL v Nové Jičíně a od 1. ledna 1990 až do vzniku zemských organizací byl i předsedou Krajského výboru ČSL. V únoru 1990 se stal za Československou stranu lidovou poslancem České národní rady v rámci procesu kooptací do ČNR. Mandát pak krátce poté obhájil v řádných volbách v roce 1990. Opětovně byl zvolen ve volbách v roce 1992 za KDU-ČSL (volební obvod Severomoravský kraj). Zasedal ve výboru petičním, pro lidská práva a národnosti, jemuž i předsedal.
Od vzniku samostatné České republiky v lednu 1993 byla ČNR transformována na Poslaneckou sněmovnu Parlamentu České republiky. Zde setrval do konce funkčního období parlamentu, tedy do sněmovních voleb v roce 1996. Podílel se na přípravě zákona, kterým se zřídil úřad Veřejného ochránce práv.
Po neúspěchu v sněmovních volbách roku 1996 deklaroval, že se bude ucházet o funkci senátora. V senátních volbách na podzim 1996 pak skutečně kandidoval za senátní obvod č. 67 - Nový Jičín jako kandidát KDU-ČSL. Získal 19 % hlasů a nepostoupil do 2. kola.
V komunálních volbách roku 1994 a komunálních volbách roku 1998 byl zvolen za KDU-ČSL do zastupitelstva obce Životice u Nového Jičína. Profesně se uváděl jako důchodce.
V únoru 1997 byl fyzicky napaden na demonstraci KSČM proti Česko-německé deklaraci. Od října 1997 byl členem Sekulárního františkánského řádu ve Fulneku, od roku 2001 v Praze na Spořilově. Ve volném čase se zabýval filatelií, zaměřoval se na známky v náboženskou tematikou.